# 白點大咽齒鯛
白點大咽齒鯛，為輻鰭魚綱鱸形目隆頭魚亞目隆頭魚科的其中一種，分布於西印度洋區，從東非至南非納塔爾海域，棲息深度可達30公尺，體長可達13公分，棲息在潟湖或有掩蔽的臨海礁石，通常單獨或埕對活動，以沙石中的無脊椎動物為食，受驚嚇時會躲入沙中，可做為觀賞魚。

## 擴展閱讀
維基物種上的相關：白點大咽齒鯛